# جليزا 1214
هي نجمة قزم أحمر، توجد في مجموعة الحواء، وتبعد حوالي 42 سنة ضوئية عن كوكبنا الأرض.

## ما تم التوصل إليه
لقد تمكن فريق متون من Xavier Delfosse و Thierry Forveille و بمساعدة Michel Mayor,من اكتشاف كوكب سمي ب GJ 1214 b , وتقدر مساحته ب 2.7 مرة من مساحة الأرض، و يعتبر شابها للأرض خصوصا مع وجود إمكانية توفر سطح هذا الكوكب ومناخه على كميات مهمة من الماء، ويغطة معظم مساحة هذا الكوكب الجليد مع وجود غطاء صخري وإن كان يغتبر صغيرا.